# Contemporary (Architektur)

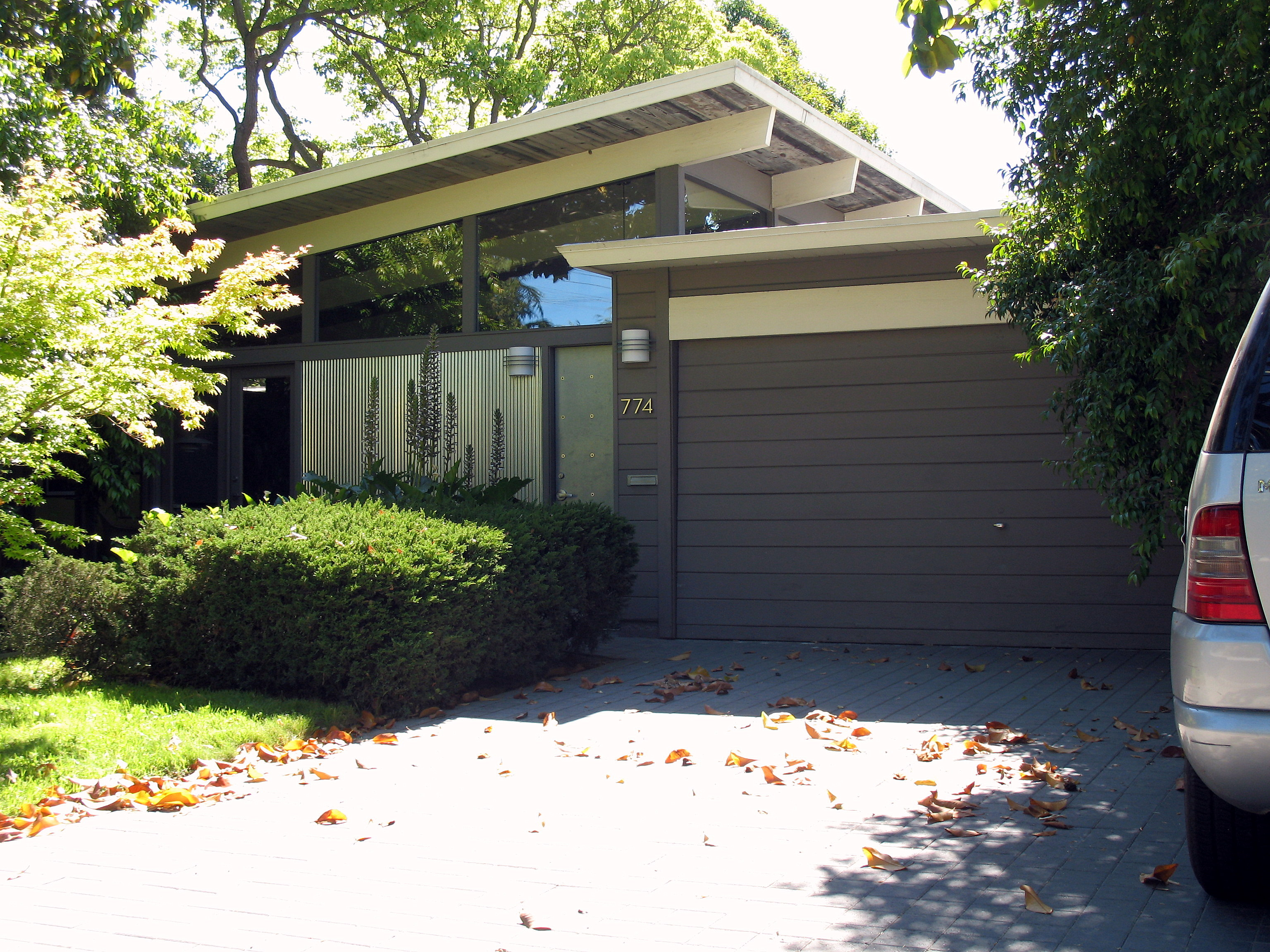
Contemporary-Haus mit Pultdach

Als Contemporary (engl. für „zeitgenössisch“) wird in der Wohnarchitektur der Vereinigten Staaten ein Baustil bezeichnet, der unter anderem durch Giebeldächer mit geringer Schräge und weitem Überstand, exponierten Dachbalken, Verwendung von Naturmaterialien und asymmetrischem Grundriss gekennzeichnet ist. Auf ornamentale Elemente wird weitgehend verzichtet. Seine größte Verbreitung hatte dieser Baustil zwischen 1945 und 1965.
Der Contemporary-Stil wird häufig mit Mid-century modern gleichgesetzt, der letztere Begriff ist jedoch umfassender und schließt auch andere Bauformen als den Contemporary-Stil ein, etwa den Internationalen Stil.

## Architektonische Prinzipien und charakteristische Elemente
Während die traditionelle (historisierende) Wohnhausarchitektur das Haus vor allem von außen gesehen und das Innere der Fassade untergeordnet hat, verhält es sich beim Contemporary-Stil gerade umgekehrt: das Haus wird von den Innenräumen her gesehen. Ausgangspunkt der Architektur ist die Funktionalität der Räume, und deren Integration in den Außenraum. Die Verbindung zum Außen erfolgt teils durch Terrassen, die den Bewohner nach außen, in den Garten, bringen, teils durch Höfe, die das Außen ans Innere anschließen. Die Gärten sind infolgedessen primär Sichtgärten, die ganz von der Perspektive des Hausinneren her entworfen sind, wie dies traditionell etwa auch bei chinesischen und japanischen Häusern der Fall ist.
Da das Haus nicht mehr primär von außen gesehen wird, kann es – insbesondere auf kleineren Grundstücken – mehr Fläche, und im Extremfall fast das gesamte Grundstück einnehmen. Im Gegensatz zu den beengten Häusern der 1940er und 1950er Jahre sind Häuser im Contemporary-Stil daher tendenziell recht geräumig. Anders als manche vergleichbaren Haustypen – insbesondere Ranchhäuser – eignen Contemporary-Häuser sich, weil sie bei Bedarf mehrgeschossig angelegt werden können, auch für Hanglagen bzw. lassen auf kleineren Grundstücken mehr Grünfläche.

### Fassade und Hauseingang
Die Fassadenseite zur Straße hin offenbart gewöhnlich nur sehr wenig von dem, was sich dahinter verbirgt. Häufig gehört dazu ein großes Stück fensterlose Wand, die in ungewöhnlichem Muster aufgemauert ist. Weitere typische Elemente sind zur Straßenseite hin gelegene Sichtschutzzäune oder dekorativ durchbrochene Mauern (brises-soleil). Der Hauseingang ist in vielen Fällen unauffällig, tief zurückgesetzt oder sogar im Carport oder in einem kleinen Hof verborgen.

### Dach

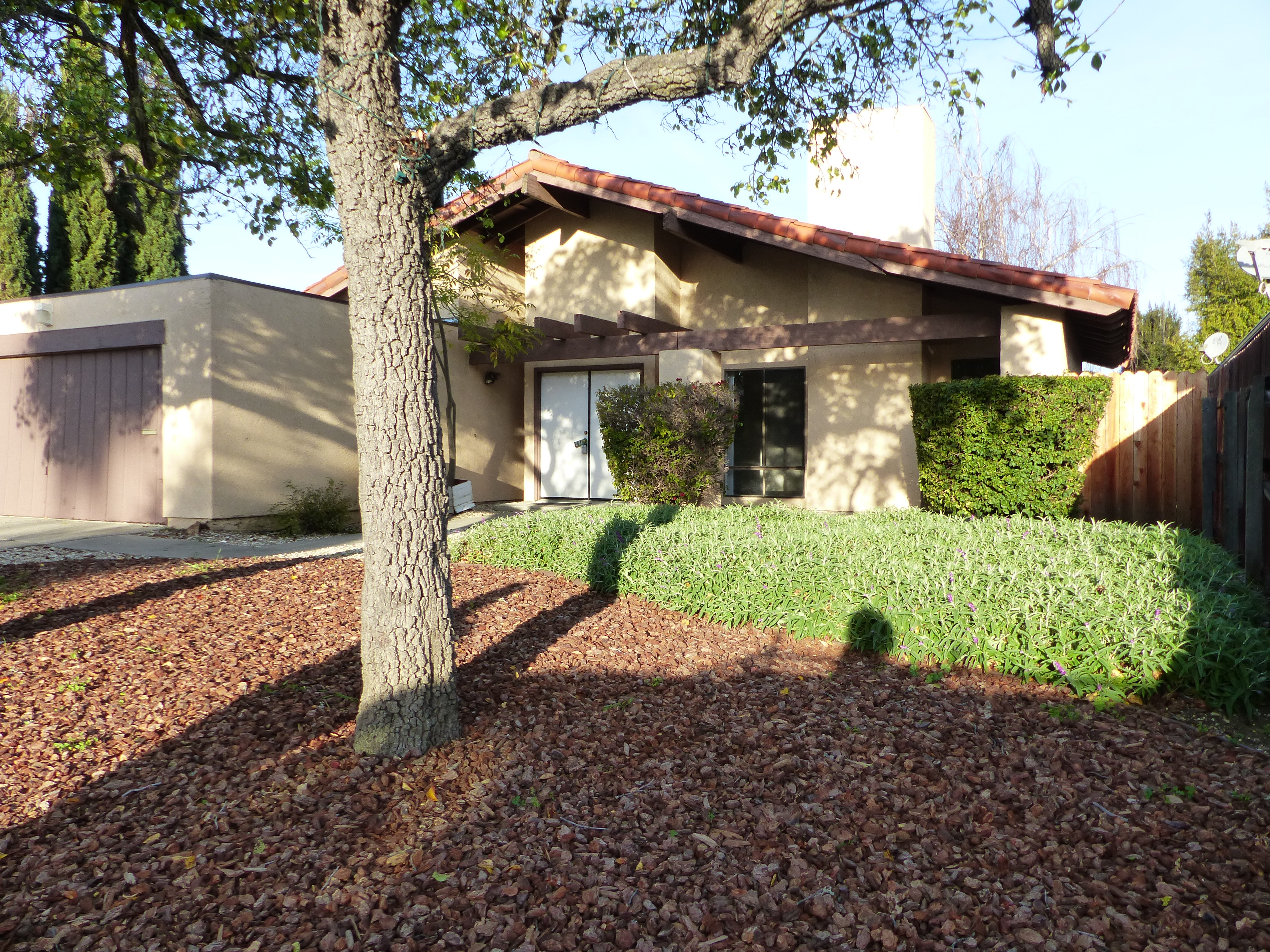
Spätes Beispiel (1980) mit deutlich akzentuierten Dachsparren und -pfetten

Während die Dachüberstände an konventionellen Häusern regelmäßig zu Kästen geschlossen sind, haben sie an Contemporary-Häusern meist offene Traufen. Die Dachsparren liegen entweder offen oder verschwinden unter glattem Sperrholz. Auch die Pfetten liegen häufig offen. Bei stilistisch herausragenden Contemporary-Häusern kann der Dachüberstand diskrete Verzierungen enthalten. Um ein Carport mit Licht oder einen sonst verdeckten Gartenabschnitt mit Regenwasser zu versorgen, können Teile des Daches ungedeckt bleiben.

### Fenster
Die Fenster können die unterschiedlichsten Gestalten haben, bestehen aber meist aus großen Glasflächen, von denen nur wenige Abschnitte geöffnet werden können, oft als Tür ins Freie. Die Dachüberstände, Decken- und Bodenmaterialien begünstigen den Eindruck eines Kontinuums zwischen Innen und Außen.

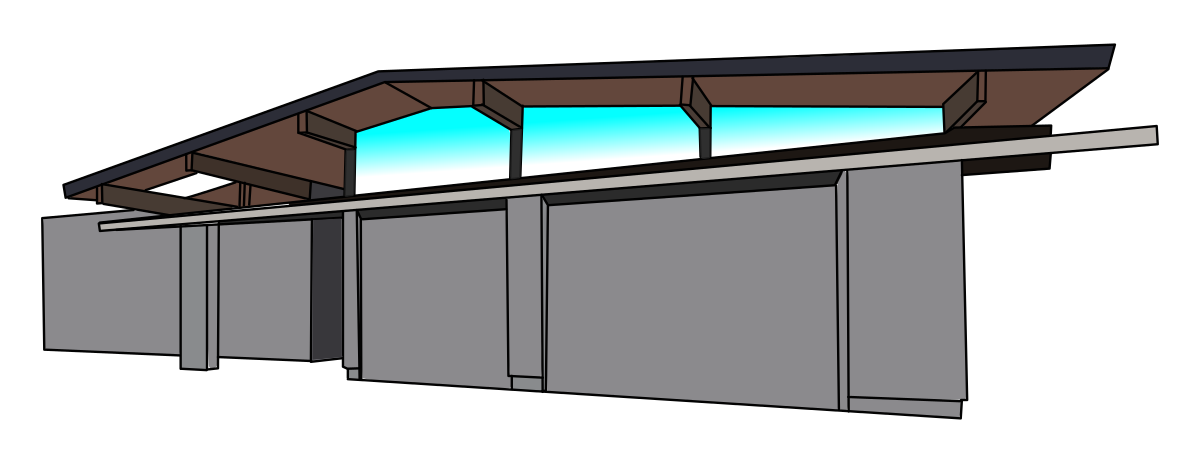
Ein typisches Element sind hoch gelegene Fenster, die als Reihe zwischen die Dachbalken eingesetzt sind.
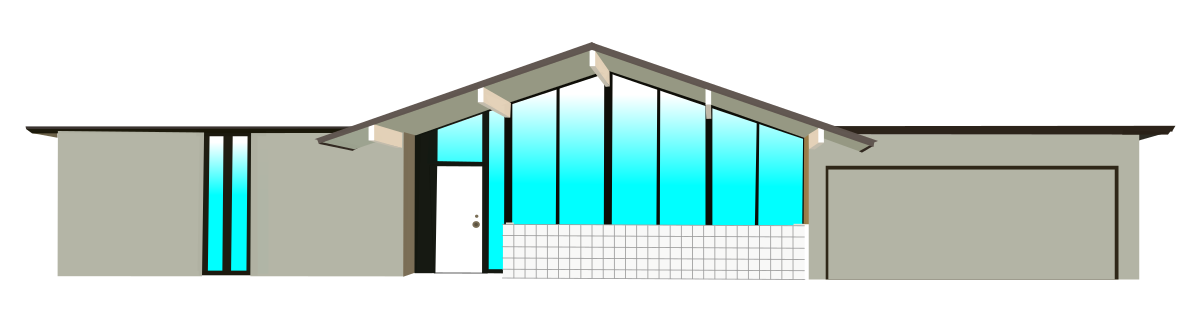
In manchen Häusern kündigen die Fenster in der Giebelfront einen Raum mit hoher Decke (vaulted ceiling) an.
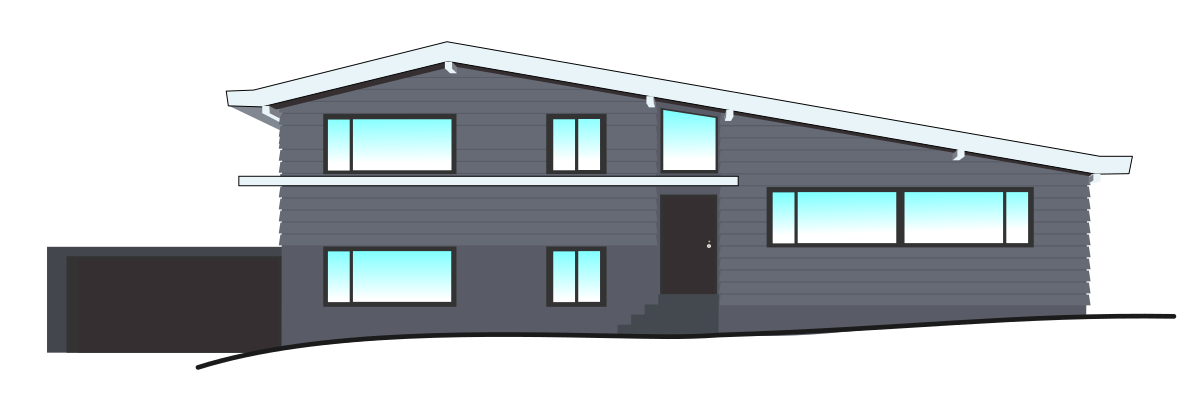
Split-Level-Version mit asymmetrischem Dach

## Subtypen

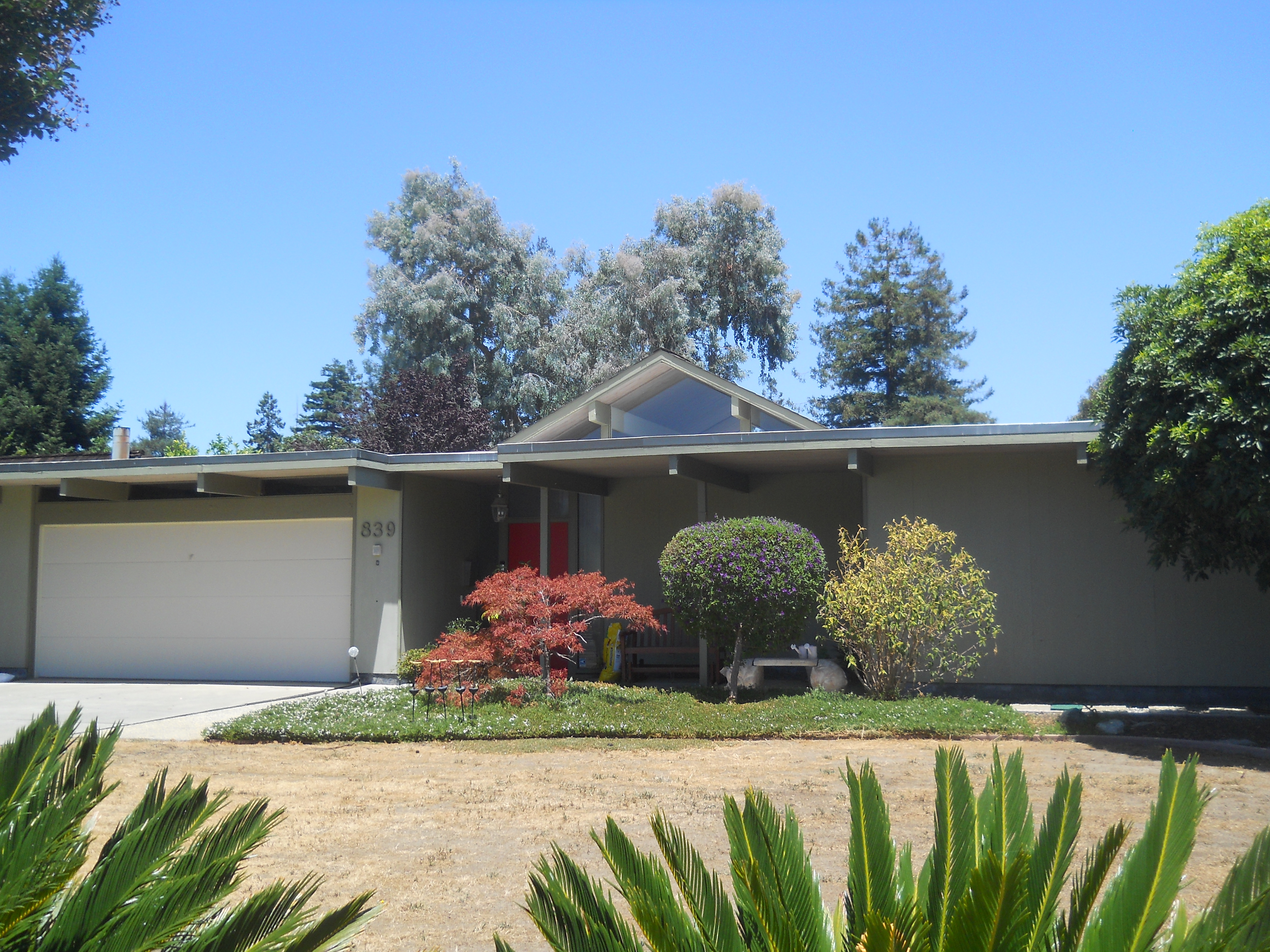
Front-Gabled Roof (Joseph Eichler, 1967)

Je nach Form des Daches lassen sich beim Contemporary-Stil fünf Subtypen unterscheiden:
1. Viele Häuser im Contemporary-Stil präsentieren ihre Giebelseite zur Straße hin (Front-Gabled Roof). Diesem Subtyp gehören viele Entwürfe von Joseph Eichler an, der in Kalifornien einen Typus von eingeschossigen Wohnhäusern popularisiert hat, bei denen der Giebel ankündigt, dass sich dahinter ein (Wohn-)Raum mit sehr hoher (vaulted) Raumdecke befindet. Bei Split-Level-Bauweise (mit Halbgeschoss in einer der Haushälften) sind asymmetrische Giebel verbreitet, die wegen ihrer Form – einem vollen Dachflügel und einem deutlich verkürzten – auch als wounded dove („verletzte Taube“) bezeichnet werden.[1]
2. Relativ selten, und hauptsächlich in später erbauten Häusern, liegen die Giebel seitlich (Side-Gabled Roof).[1]
3. Einen dritten Subtyp bilden die Gabled-Roof Variations. Am häufigsten sind in dieser Gruppe Häuser mit Frontgiebel, denen ein Anbau mit Seitengiebel angefügt ist. Daneben sind verschiedene weitere Kombinationen möglich.[1]
4. Neben Contemporary-Häusern mit Giebeldächern gibt es daneben auch solche mit Flachdach (Flat Roof). Anders als Flachdachhäuser im Internationalen Stil sind die Dachüberstände hier aber breit, und die Dachbalken sind sichtbar. Direkt unter der Dachlinie können flache Fenster liegen, deren Abstände manchmal von den Dachbalken vorgegeben sind.[1]
5. Relativ selten sind Contemporary-Häuser mit Pultdach (Slant Roof), Schmetterlingsdach oder einem übertriebenen Giebeldach, das bis zum Boden reichen kann. Auch Kombinationen aus allen hier genannten Dachformen sind möglich.[2]

## Einflüsse
Der Contemporary-Stil ist unter anderem aus Japan beeinflusst, wo Holzkonstruktionen mit exponierten Balken und Panel-Erscheinung traditionell weit verbreitet waren. Weitere Einflüsse, die ebenfalls die Holzbauweise betreffen, kamen aus Kalifornien („Second Bay Tradition“). Flache Satteldächer mit offen liegenden Dachbalken hatten von 1905 bis 1925 die Vertreter des Craftsman-Stils populär gemacht (Charles and Henry Greene, Bernard Maybeck).
Der stärkste Einfluss ging jedoch von Frank Lloyd Wright aus. Ursprung der Contemporary-Architektur sind die Usonians, die Wright von 1937 an designt hatte: relativ kleine und bezahlbare Häuser, die eingeschossig und aus Naturmaterialien mit breiten, schützenden Dachüberständen erbaut waren. Typisch für die Usonians waren offene Grundrisse mit fließenden Übergängen zwischen den Räumen gewesen; nur Schlafräume und Bäder waren durch Wände abgeschirmt. Durch den Einsatz großer Glasflächen wurde ein fließender Übergang auch von Innen und Außen erreicht.

## Geschichte
Neben rein stilistischen haben auch technische Entwicklungen der 1930er Jahre die Entstehung des Contemporary-Stils begünstigt, darunter Fortschritte in der Fertigung von dickem Flachglas (das für große Fensterflächen benötigt wird), wetterfestem Sperrholz (für Außenwände und verkleidete Dachüberstände) und neuen Klebstoffen (für Holzspanwerkstoffe in Wänden und Balken). Eine Rolle spielte auch, dass die amerikanischen Bauunternehmer in den ausgehenden 1950er Jahren gelernt hatten, auch in Häusern mit Ziegelverkleidung Fenster einzufügen, ohne sie einzumauern; stattdessen wurden vertikale Holzverkleidungen verwendet, die zum charakteristischen Aussehen der Contemporary-Häuser weiter beitragen.
Seine Hochblüte, während der er in Architekturzeitschriften besonders präsent war, hatte der Stil etwa von 1945 bis 1965. Die bedeutendsten Vertreter waren Joseph Eichler (Kalifornien), Charles M. Goodman (Washington, D.C.) und Edward Hawkins (Denver). Der architektonische Mainstream, gegen den sie sich vor allem durchsetzen mussten, war die Bauweise im Ranch-Stil. Beiden – Contemporary und Ranch-Style – gemeinsam war die Erschwinglichkeit hochwertigen Wohnens für breite Bevölkerungsschichten. Am erfolgreichsten war Eichler, der in der San Francisco Bay Area fast 10.000 Wohnhäuser erbaut hat. Am Ende der 1960er Jahre ließ das Interesse am Contemporary-Stil nach; Beispiele finden sich aber noch bis etwa 1990.
Joseph Eichler hatte 1942 ein Usonian gemietet und war seit dieser Zeit ein glühender Anhänger der architektonischen Moderne. In den frühen 1950er Jahren gelangten Wrights Ideen in den architektonischen Mainstream, und der Contemporary-Stil erfuhr regional weite Verbreitung. Aus Kostengründen wurde in vielen Contemporary-Häusern die Post-and-Beam-Bauweise verwendet, bei der Holzspanwerkstoffe an die Stelle von Massivholz traten. Wright hatte dies abgelehnt.
Die Verbreitung des Contemporary-Stils, ebenso wie anderer moderner Stilrichtungen, blieb in den Vereinigten Staaten auf wenige Regionen beschränkt. Nach dem Zweiten Weltkrieg verfolgte die Washingtoner Regierung das Ziel, es jedem Veteranen zu ermöglichen, ein Eigenheim zu besitzen. Infolgedessen wurden in den Vorstädten der Groß- und Mittelstädte in großer Zahl neue Einfamilienhäuser erbaut. Die Federal Housing Administration, die Bundesbehörde, die die neue Wohnbaupolitik umzusetzen hatte, vertrat die Auffassung, dass ultramoderne Häuser für die amerikanische Bevölkerung und insbesondere für Veteranen keine gute Investition seien. Infolgedessen lehnten auch die Banken es meist ab, den Bau avantgardistischer Wohnhäuser durch Privatkredite zu fördern. Insbesondere für Entwürfe mit ungewöhnlichen Dachformen wurden Kredite fast immer vorenthalten.